# Jean Minjoz
Jean Minjoz, né le 12 octobre 1904 à Montmélian (Savoie) et mort le 18 novembre 1987 à Besançon, est un homme politique socialiste et résistant français.

## Biographie
Natif de la Savoie, il part habiter Besançon avec ses parents en 1911. En 1916, son père est tué dans un bombardement.
Son engagement commence dans les années 1920 comme militant socialiste, au Parti d'unité prolétarienne puis à la Section française de l'Internationale ouvrière, et comme avocat à la Maison du peuple, défenseur des syndicats ouvriers. Actif dans la résistance régionale, il est aussi un des réorganisateurs de la SFIO avec Octave David et Auguste Jouchoux.
Officier de réserve, il rejoignit dès septembre 1939 le 22e régiment d'infanterie coloniale avec lequel il occupa pendant l’hiver des positions en avant de la ligne Maginot. Participant à la contre-attaque que dirigea le colonel de Gaulle au Mont-Caubert (Somme) du 27 au 31 mai 1940, il fut grièvement blessé au bas ventre le 31 mai 1940 en évacuant les derniers blessés et fut fait prisonnier à l’hôpital de Pont-Croix (Finistère) le 22 juin 1940. Il fut rapatrié comme grand blessé le 29 juillet 1940. Cet acte de bravoure lui valut d'être décoré de la Légion d'honneur et de la croix de guerre 1939-1945 avec palmes.
Il est l'un des dirigeants du mouvement de Résistance Libération-Nord dans le Doubs et participe au Comité départemental de libération clandestin.
En 1944, il est emprisonné par les Allemands pendant deux mois. Il est élu député du Doubs en 1945, réélu jusqu'en 1958. Européen convaincu, en mai 1948, il participe au congrès européen de La Haye avec la délégation française en compagnie de Blum, Mitterrand, Monnet, Schuman, Chaban-Delmas et Edgar Faure.
Il est l'auteur d'une proposition de loi en 1950 relative aux fonds des Caisses d'épargne, dite « loi Minjoz », qui autorise les Caisses d'épargne, dans le cadre de la reconstruction et de la modernisation de la France, à employer une partie des fonds du livret en prêts bonifiés aux collectivités locales et aux organismes publics,.
Il est élu maire socialiste de Besançon en 1953 et le restera jusqu'en 1977. Jean-Minjoz est enterré au cimetière des Champs Bruley à Besançon.
Il avait reçu la médaille de la Résistance française en 1946.

## Hommages
- Le centre hospitalier régional universitaire de Besançon porte son nom.
- Une voie du 14e arrondissement de Paris, la rue Jean-Minjoz qui a reçu ce nom en 2001, lui rend aussi hommage.

## Fonctions gouvernementales
- Sous-secrétaire d'État au Commerce et à la Distribution du gouvernement Léon Blum (3) (du 16 décembre 1946 au 22 janvier 1947)
- Secrétaire d'État au Travail et à la Sécurité sociale	du gouvernement Guy Mollet (du 1er février 1956 au 13 juin 1957)
- Secrétaire d'État au Travail et à la Sécurité sociale du gouvernement Maurice Bourgès-Maunoury (du 17 juin au 6 novembre 1957)